# Walter Petzet
Walter Friedrich Petzet (Breslau avui Wrocław, 1866 - 1941) fou un pianista i compositor alemany.
Estudià música a Augsburg, Múnic i Frankfurt, distingint-se com a pianista. A partir de 1887 es dedicà a l'ensenyança del piano a Minneapolis, a Chicago i després al Conservatori Scharwenka de Nova York. El 1896 passà com a professor al Conservatori de Hèlsinki, on entre altres alumnes va tenir el finlandès Selim Palmgren, i el 1898 al de Karlsruhe.
Se li deuen: dos concerts i dues peces per a piano, una òpera, música de cambra i orquestra, diverses composicions vocals, etc.

## Biografia
- Biografia Arxivat 2016-05-08 a Wayback Machine. (anglès)
- Biografia (anglès)